# ハーン・フンス・エルチムFC
ハーン・フンス・エルチムFC（モンゴル語: ХААН ХҮНС – ЭРЧИМ ХБК、英語: Khaan Khuns-Erchim Football Club）は、モンゴル国の首都ウランバートルにホームを置くサッカークラブである。モンゴル・ナショナルプレミアリーグに所属している。

## 来歴
1994年にエルチムとして創設。
2011年、南陽介が日本人として同クラブと契約、モンゴル・プレミアリーグ初の日本人選手となった。
2012年、モンゴルのクラブとして初めてAFCプレジデンツカップに出場した。
2020年、ハーン・フンス・ティテムFCと合併してハーン・フンス・エルチムFCとなった。

## タイトル
- モンゴル・ナショナルプレミアリーグ : 13回
  - 1996, 1998, 2000, 2002, 2007, 2008, 2012, 2013, 2015, 2016, 2017, 2018, 2022
- モンゴルカップ : 9回
  - 1996, 1997, 1998, 1999, 2000, 2011, 2012, 2015, 2019
- モンゴル・スーパーカップ : 7回
  - 2011, 2012, 2013, 2014, 2015, 2016, 2017

## 歴代所属選手
- ガリドマグナイ・バヤスガラン 2007-2009
- 南陽介 2011- 2013
- ビルグーン・ガンボルド（英語版） 2012-
- ガルエルデネ・ソヨルエルデネ（英語版） 2013-
- 伊藤壇 2013
- トゥグルドゥル・ガルト（英語版） 2014-
- 石川令 2019
- 吉川翔梧 2020
- ツェデンバル・ノルジモー（英語版） 2021-
- 三島勇太 2022